# Taburet

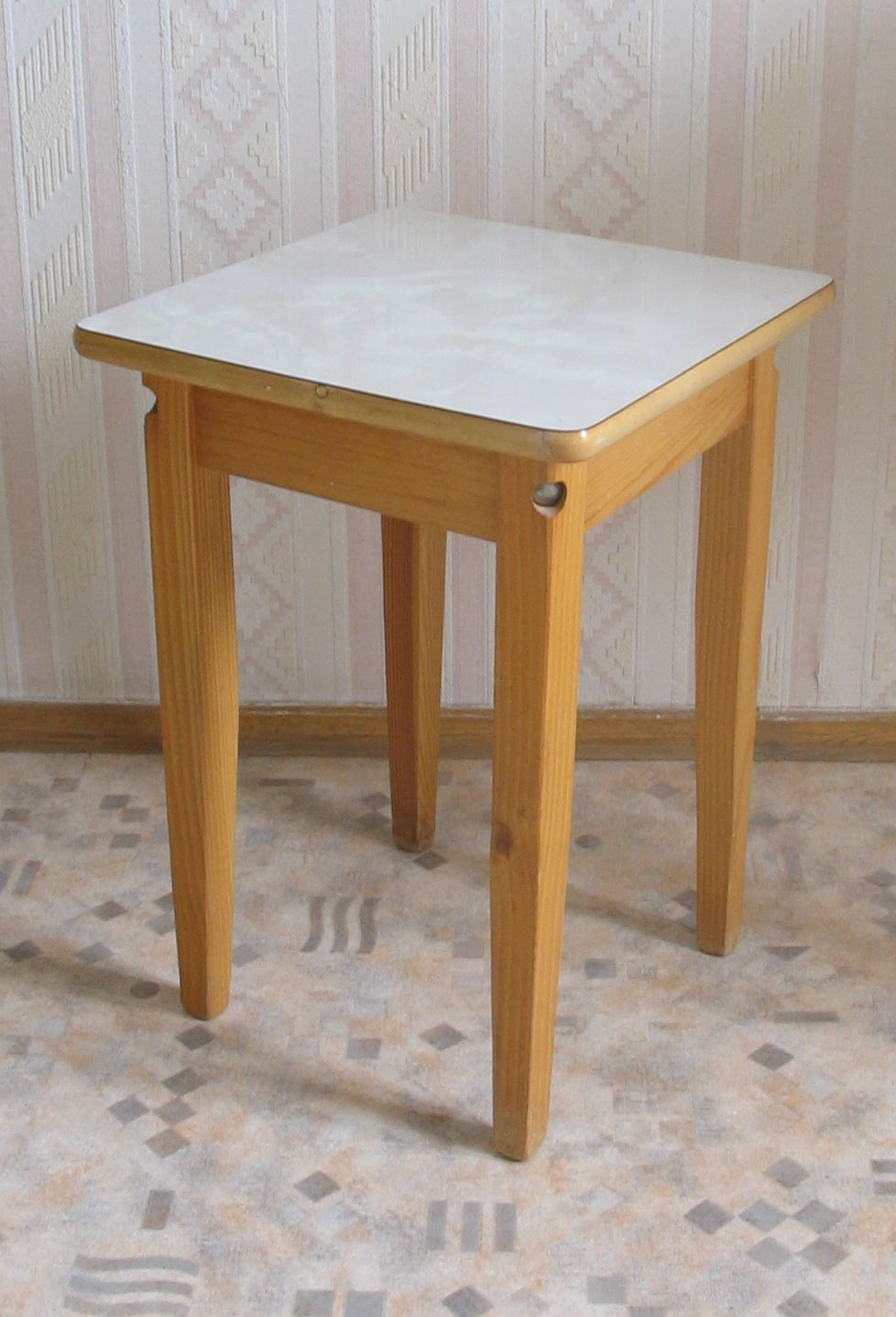
Taburet tipic din lemn

Taburetul este un scaun lipsit de spătar, astfel conceput încât pe el se poate așeza o singură persoană.
Cel mai des taburetele au 4 sau 3 picioare și, câteodată, o traversă de susținere între ele. Se confecționează din lemn, metal, masă plastică ș.a.m.d. Suprafața este, de obicei, tare, însă câteodată aceasta este acoperită de o căptușeală de piele sau postav.
Taburetele sunt incluse în cele mai multe cazuri în mobilierul de bucătărie, întrucât ocupă mai puțin spațiu decât scaunele obișnuite și pot încăpea sub masă.
În funcție de utilizare, taburetele diferă după formă și structură. Taburetele folosite în turism pot fi strânse în bagaj, la bar ele sunt înalte, sunt utilizate în laboratoare. În unele cazuri, înălțimea lor poate fi schimbată (la cântăreții de pian).